# Pierre Nord Alexis

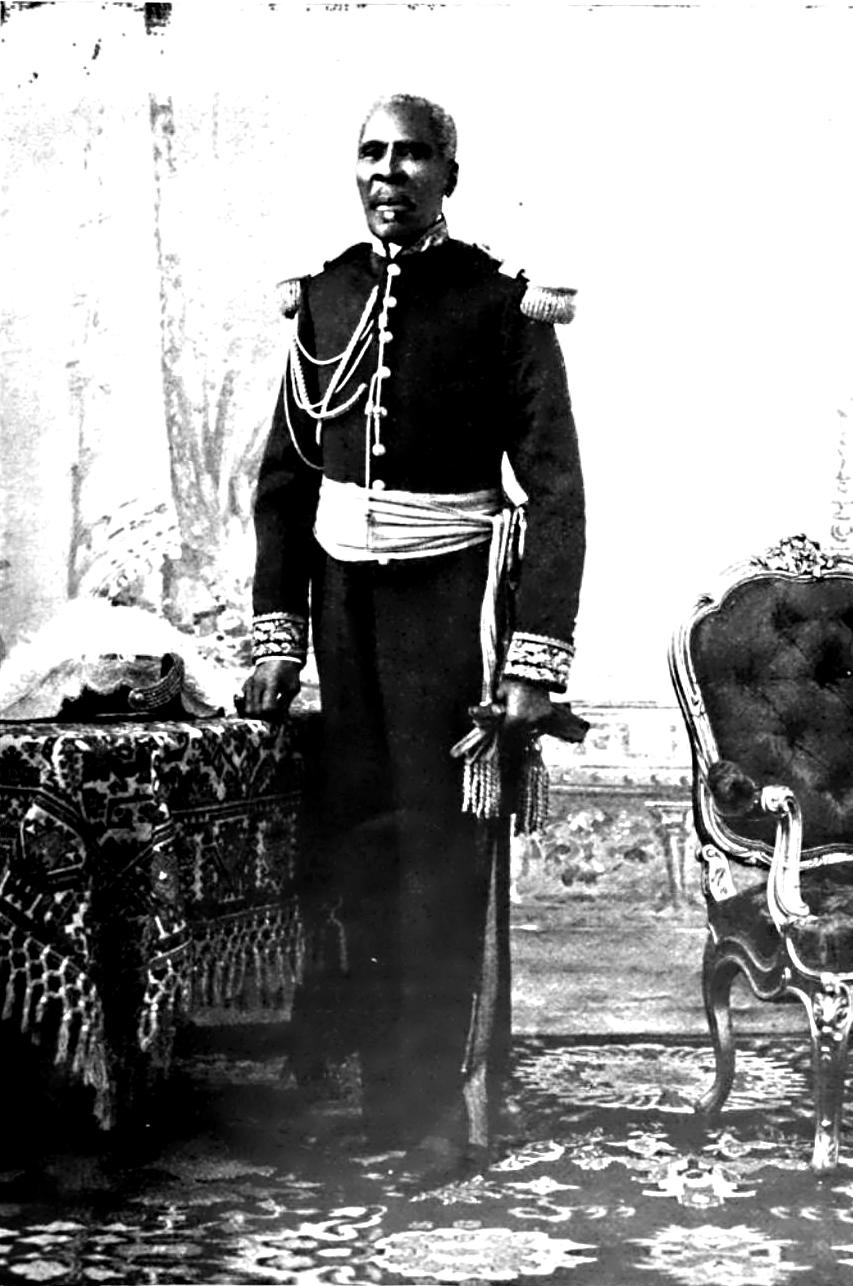
Pierre Nord Alexis

Pierre Nord Alexis (?, 1820 - Jamaica, 1 mei 1910) was een  Haïtiaans president. Hij was zes jaar president van Haïti. Hij werd president op 21 december 1902 en werd afgezet op 2 december 1908.
Pierre Nord Alexis was de zoon van een hoge officier die dienstdeed in het leger van Henri Christophe. Hij ging in dienst rond 1830. In deze tijd regeerde Jean Louis Pierrot. Alexis kreeg jaren later van president Florvil Hippolyte een hoge positie in het leger en leidde het gevecht om het noorden van Haïti.
Tirésias Simon Sam, de opvolger van Hyppolyte die slechts kort leider was, gaf Alexis een belangrijke plaats in de slag om Port-au-Prince. Adolph Boisrond Canal, zijn opvolger, gaf Alexis een plaats in de regering: hij mocht funcioneren als Minister van de Oorlog. In 1902 nam Alexis de Haïtiaanse leiding over en zette in de 6 jaar aan de leiding koers naar een onafhankelijk Haïti.
In 1908 werd Alexis afgezet door generaal François C. Antoine Simon. Hij overleed, in ballingschap, in Jamaica in 1910.